# Région métropolitaine de Lages

Localisation de la région métropolitaine de Lages

La région métropolitaine de Lages (Região Metropolitana de Lages en portugais) fut créée en 2010 par la loi de l'État de Santa Catarina n°495.
Elle regroupe les deux municípios de Lages et Correia Pinto. 21 autres municipalités forment l'« aire d'expansion » de la région métropolitaine. Au total, 23 municipalités sont liées dans cette entité territoriale.
La région métropolitaine comporte une population de plus de 170 000 habitants en 2010.